# GS Yuasa
GS Yuasa Corporation (株式会社ジーエス・ユアサ コーポレーション, Kabushiki-gaisha GS Yuasa Kōporēshon) (TSE : 6674) est une entreprise japonaise fabriquant des batteries électriques. 

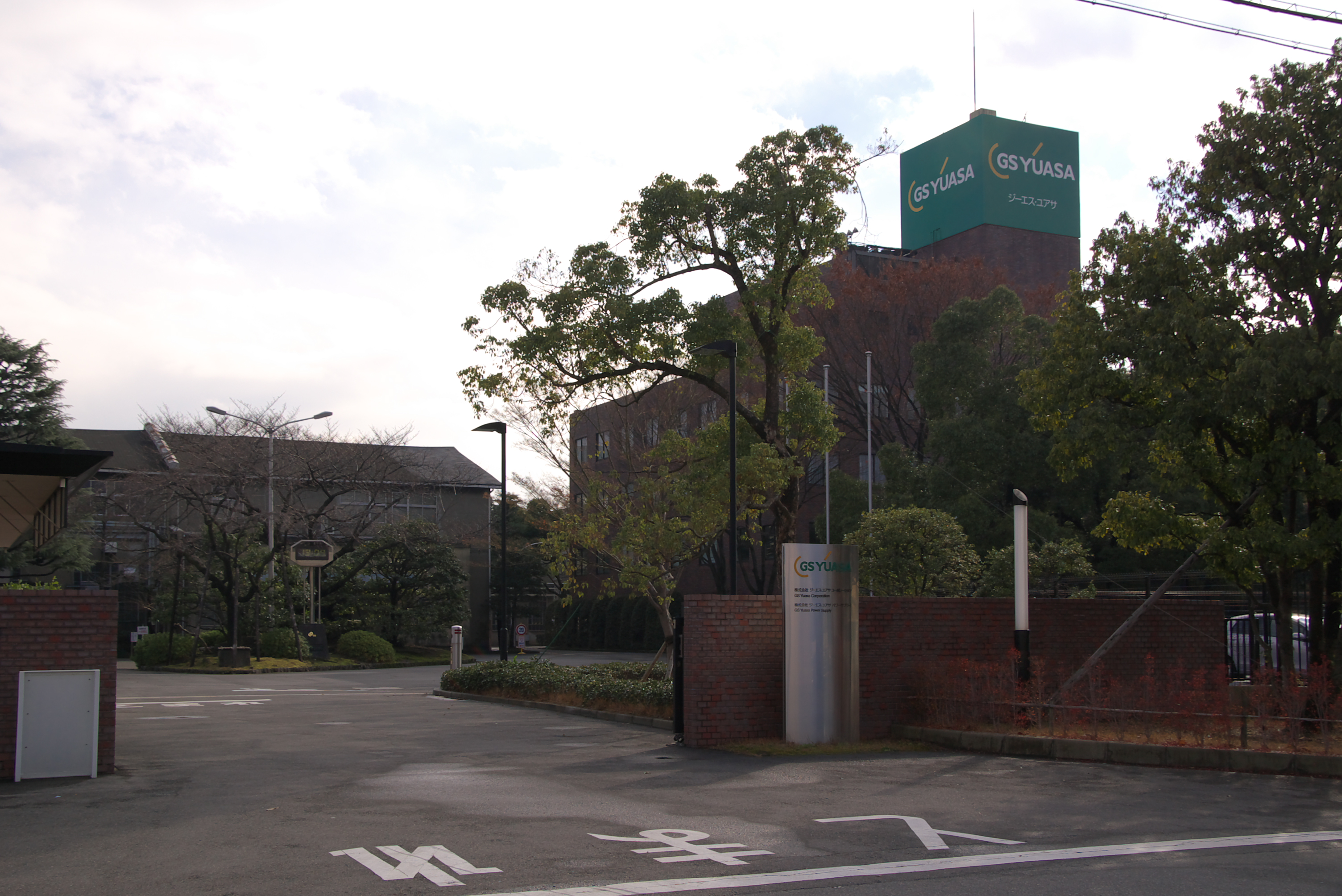
Siège de Yuasa à Kyoto

Yuasa est le leader mondial des batteries étanches au plomb à recombinaison de gaz régulées par soupape.

## Historique
- 1920 : début de la production de batteries pour automobiles.
- 1930 : premier bus électrique équipé par une batterie Yuasa.
- 1966 : première batterie sèche chargée mise en vente par Yuasa au Japon.
- 1979 : production de la première batterie Yuasa aux États-Unis.
- 2004 : fusion de Yuasa Japan avec Japan Storage Battery pour former GS Yuasa Corporation.

## Activités
Le groupe GS Yuasa comprend 91 filiales couvrant de nombreux domaines de l'électronique grand public et spécialisé.
Yuasa équipe environ 90 % des motos sortant d’usine, fournissant la grande majorité des constructeurs, tels Buell, Cannondale, Harley-Davidson, Honda, Indian ou encore Kawasaki.
Yuasa fournit environ 90 % des batteries des véhicules de sport motorisés en Amérique du Nord.

### Aérospatiale
Les batteries lithium-ion de Yuasa, développées en partenariat avec Mitsubishi, équipent plusieurs satellites, tel le GEO satellite THAICOM 4 lancé le 11 août 2005 de la base de Kourou en Guyane.
GS Yuasa fabrique également les batteries lithium-ion du Boeing 787, dont les lignes de production sont contrôlées à la suite de problèmes de surchauffe ayant provoqué l’arrêt des 787 en circulation.

### Accumulateurs et systèmes électriques de secours
En plus des batteries stationnaires étanches au plomb à recombinaison de gaz régulées par soupape, Yuasa propose également des éléments accumulateurs nickel-hydrure métallique (NiMH) et nickel-cadmium (Ni-Cd) pour les fabricants de matériels électroniques.

### Sites de production

#### En Europe
GS Yuasa possède une usine à Ebbw Vale au Royaume-Uni spécialisée dans la production de batteries au plomb.